# Ferrari 250 GTO
Ferrari 250 GTO je italský GT automobil vyráběný v letech 1962–64 kvůli homologaci pro FIA kategorii Group 3 Grand Touring Car. Název je odvozen z objemu každého válce, GTO znamená Gran Turismo Omologato (italsky „homologovaný pro GT“).
Nový vůz stál v USA 18 000 $ a kupující musel být osobně schválen Enzo Ferrarim a Luigi Chinnettim, dealerem pro Severní Ameriku.
V letech 1962/63 bylo vyrobeno 36 aut a v roce 1964 byly vyrobeny 3 automobily s pozměněným designem. Celkem jich bylo vyrobeno 39. Ferrari 250 GTO bylo zvoleno časopisem Sports Car International nejlepším sportovním autem všech dob. Také bylo časopisem Motor Trend Classic zvoleno nejlepším Ferrari všech dob.
Ferrari 250 GTO bylo navrženo pro závody GT. Jeho základem je Ferrari 250 GT SWB. Giotto Bizzarrini, hlavní inženýr, do auta nainstaloval motor V12 o objemu 3,0 l z Ferrari 250 Testa Rossa. Na karoserii spolupracovali Giotto Bizzarrini a Sergio Scaglietti. Po odchodu Giotta Bizzarriniho z Ferrari v roce 1961 na autě pracoval Mauro Forghieri.